# 袋
袋（ふくろ）とは、物を入れる容器の基本的な形状の一つ。貨物輸送に関する国連勧告「Recomendations on the Transport of Dangerous Goods」では、袋は「紙、プラスチックフィルム、織布、織物その他の適当な材料で作られた柔軟な容器」と定義されている。英語のbag（バッグ）やsack（サック）で呼ばれることもある。

## 概要
袋は柔軟な素材で作られた容器で、主に布や紙またはプラスチックのフィルム等や自然に存在する革で作られる。箱と並んで基本的な容器の形状であり、用途によって様々な素材・大きさ・形状のものが利用されており、また用途に応じて様々な機能が追加された袋もあり、例えば運搬（輸送）に使う袋では内容物が飛び出さないようにするための工夫や、手で持つための取っ手が付けられるものもある。
容器の中の物が出ないように口を締められる構造になっている物も多い。使い捨ての簡便な容器から繰り返し利用される鞄の一種まで様々である。
形状的な性質としては、箱も含む容器全般同様に細かい物を収めてひとまとめにすることに向く。加えて柔軟であることから、内容物が無いときには折り畳むなどして袋自体を他の袋にまとめて収めたり、あるいは紐で一まとめに縛っておくこともでき、こういった性質は一時的に大量の物資を扱い易い状態に小分けしておくことにも向く。
その一方で、袋は内容物が外圧の影響を受けやすく、これに入れた物品は箱に収めた物品と比べると、輸送中に同じようにぶつけたとしても、箱が硬質な素材で作られているために自体が破損しても内容物が守られるのに対し、袋では直接内部に衝撃が加わり内容物も破損しやすいという欠点がある。このため、輸送に際して袋を利用するのは、加工以前の原料など多少形が変化しても問題とならないものや、粉末ないし液体（共に流体という性質を持つ）などの、そもそも形が無い物品を扱う場合に限られる。ただし内容物に直接的に外圧が加わらないよう、柔らかくも厚みのある素材で作られた、あるいは二重構造としてその間に適度な緩衝材を詰め込んだ、幾らかでも内容物を外圧から守る機能を持つ袋もある。

## 歴史

### 世界
人類の歴史の上でも、袋はありとあらゆるところで使われてきた。しかし自然の内にある構造物の内にもいわゆる「袋状」のものが無数に存在し、例えば動物の胃袋や膀胱ないし魚の浮袋などといった器官は、これら動物を食料として利用するなどした残りとして取り出され利用されたほか、その皮を縫い合わせるなどして皮袋が作られ、利用されてきた。
基本的な容器の形質であるため、これの発展形に当たる道具も数多い。例えば巾着のように身の回りの物品を入れるために装飾された袋もあれば、ごみを廃棄するためにこれをまとめるためのごみ袋のように廃棄されることを前提として生産されるもの、簡便な鞄としてのリュックサック（ナップサック）など、枚挙に暇が無い。

### 日本
古代から中世に至るまで、大きな布袋を背負う姿は賎民のステータスシンボルであり、侮りや嘲笑の対象だった。貴人の荷物持ちである従者は「袋持」と呼ばれ、家人のヒエラルキーの最下層に位置した。また、大袋は家財の一切合切を持ち歩く乞食や非人の象徴的持ち物だった。その一方で、資料上最古の袋持である大国主命は、仏教の伝来とともに大黒天と習合し、武力や富をもたらす福の神として信仰された。
鎌倉時代に入ると、人さらいや地頭の郎党が人を拘禁・連行する道具として大袋を使うようになり、大きな布袋を背負う姿は恐怖や嫌悪の象徴ともなった。鎌倉末期に編纂された幕府の法書『沙汰未練書』には、刑事犯罪のひとつに「大袋」という罪がある。どのような犯罪なのかについて事例研究が行われているが、袋を使った犯罪には次のようなものが見受けられる。まず、袋を使った誘拐には子どもを人身売買する目的で誘拐するものと、大人を拉致した上で暴力によって金品を奪う目的のものがあり、後者の拘禁の様を「袋に入れられる」と表現した。また、拘禁後の暴力の様から「袋だたき」などの言葉が生まれたとも考えられる。別の事例として、白昼堂々と行われる集団強盗や、主人の権威を借りた郎党による動産の差し押さえ行為を「大袋」と解釈する研究もある。

## 袋の材質
袋の材質には、紙製の紙袋、セロファン製のセロファン袋、合成樹脂製の合成樹脂袋、綿製の綿袋、麻製の麻袋、合成繊維製の合成繊維袋などがある。
- 綿袋
- 麻袋
- 紙袋
- セロファン袋
- 合成樹脂袋
- 合成繊維袋
- 革袋 - 遊牧民など、家畜をよく利用している民族は、動物の皮を使った袋も日常的に使用している。水を入れる容器、乳を入れて発酵させる容器などがある。
- ゴム袋 - ゴムのシートを熔着して作る袋。特殊な工業用途で使われる。たとえば、中国の四川省瀘州市では、天然ガスをバスの屋根に装着したゴム袋に入れて、燃料として使用する例がある。

### 麻袋

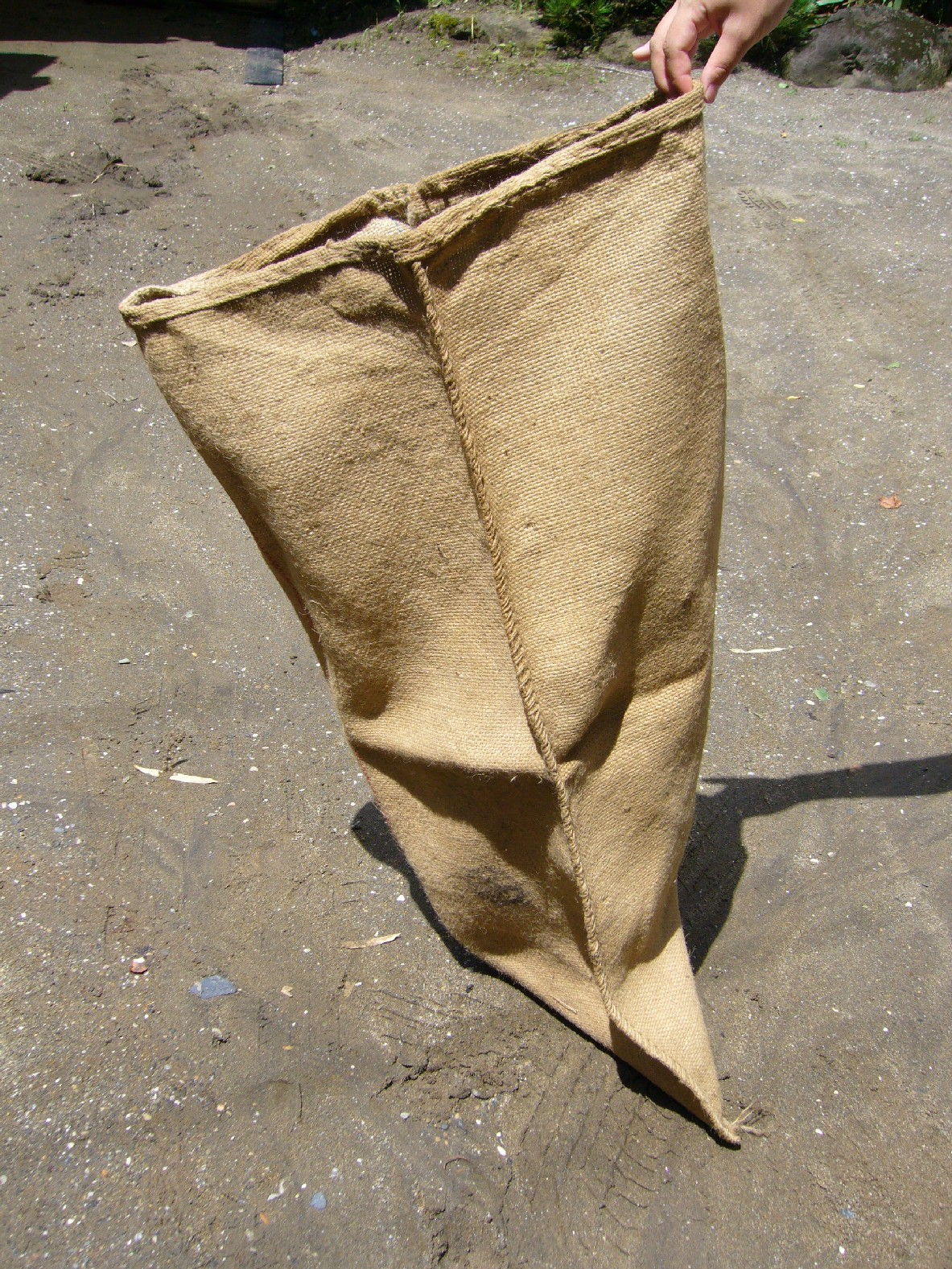
麻袋

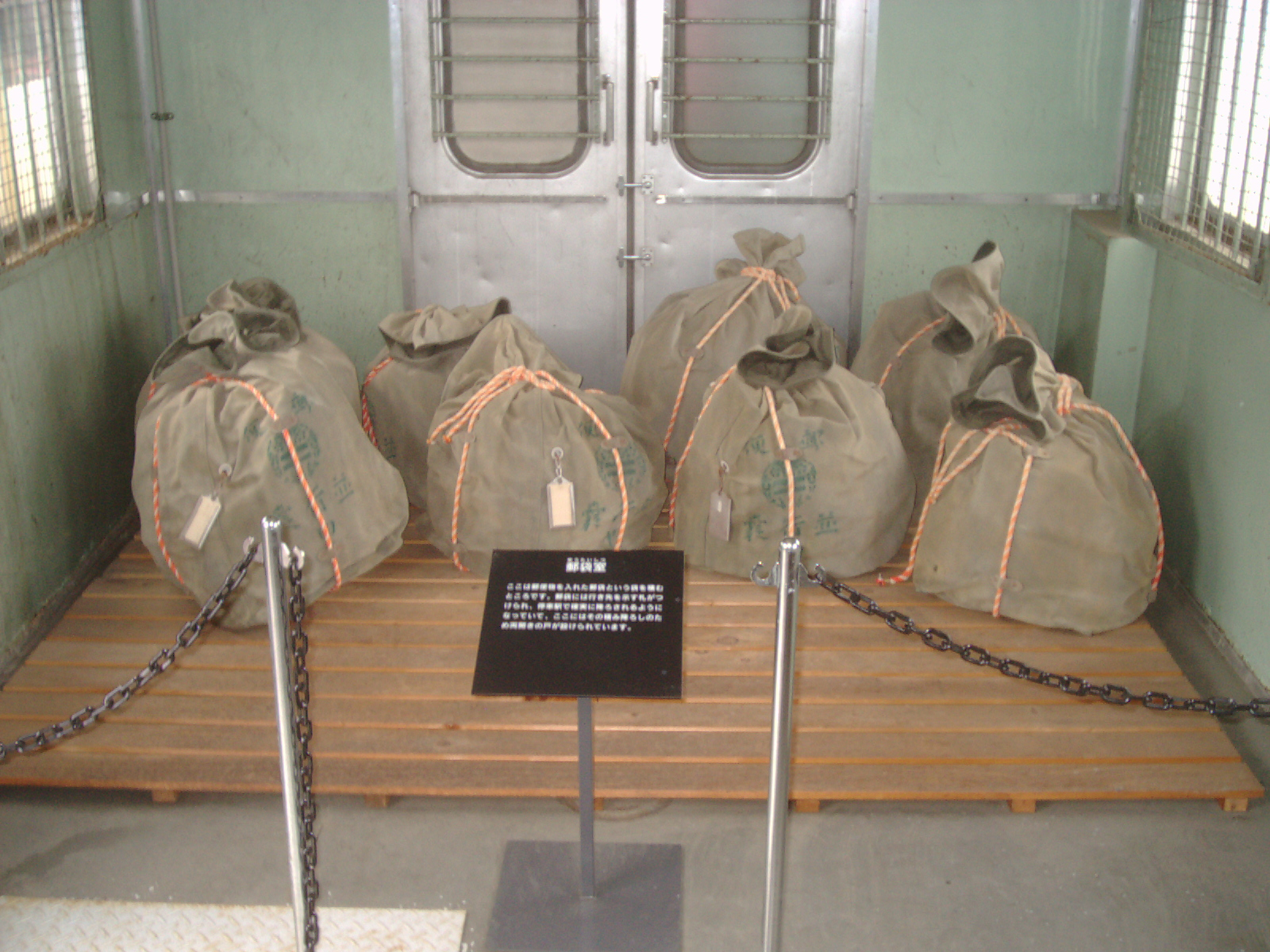
郵便車（スユニ50）内部の郵袋置き場 小樽交通記念館にて

穀物や郵便物を入れたり、土嚢を作るために使われてきた麻でできた袋。南京袋（ナンキンぶくろ）、または「ドンゴロス」（粗い綿布を指す英語の"dungaree" ダンガリー からの転訛と言われる）とも呼ばれる。麻袋（jute bags）にはヘシアンバッグやガンニーバッグなどの種類がある。
麻袋は丈夫で摩擦にも強いため、中古の袋を別の容器に転用したり、荷物輸送や建築工事の養生用のクッション代わりに使う事例もしばしば見られる。郵便物を入れるための袋（内部での郵便物の輸送用に使われる）は郵袋という。麻縄は丈夫なため古くから使われてきたが、材質の改良により、クラフト紙袋やポリプロピレン製の袋などにとって代わられつつある。

### 紙袋
紙袋は紙製の袋で重包装紙袋や角底紙袋などに分類される。

#### 大型紙袋

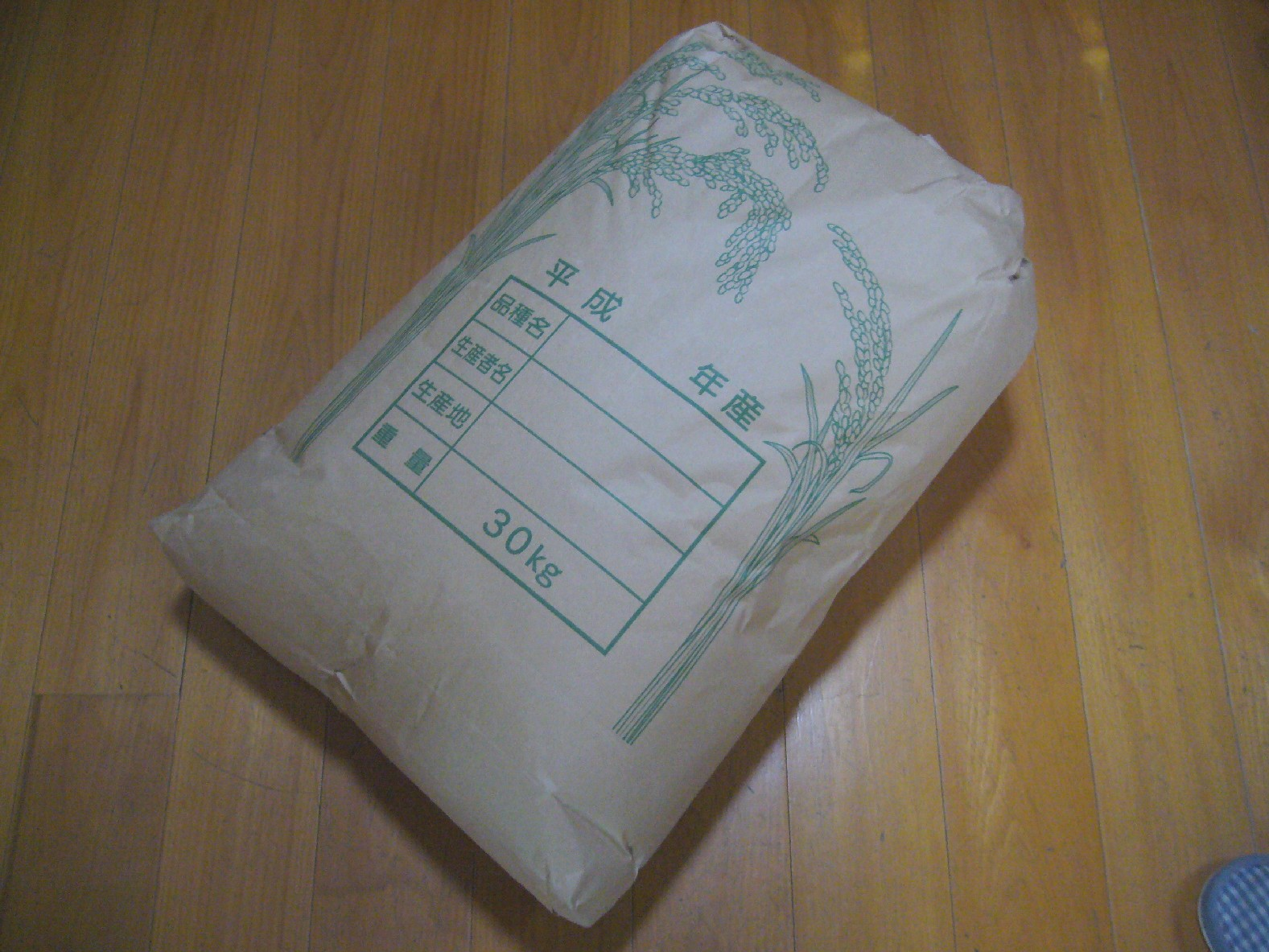
紙製のコメ袋

粉末の袋詰めに紙袋を使うアイデアは1870年代にドイツで考えられていたが、業務用のセメントや小麦粉の包装に大型紙袋が使うよう奨励されるようになったのは1890年代のことである。初期の紙袋は麻袋に比べて抵抗力が弱く、麻袋であれば投下による積み込みや積み下ろしでも損傷しない場合でも紙袋だと損傷してしまうことがあり、当時労働者からは嫌悪され輸送に使用されることは稀だった。しかし、第一次世界大戦でドイツが経済封鎖されると、黄麻を輸入できなくなり、クラフトペーパーの多層袋が使われるようになった。

#### 小型紙袋

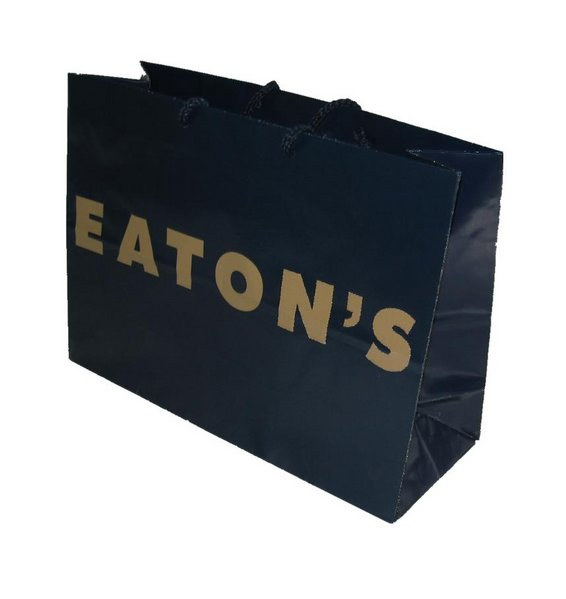
ショッピングバッグの一例

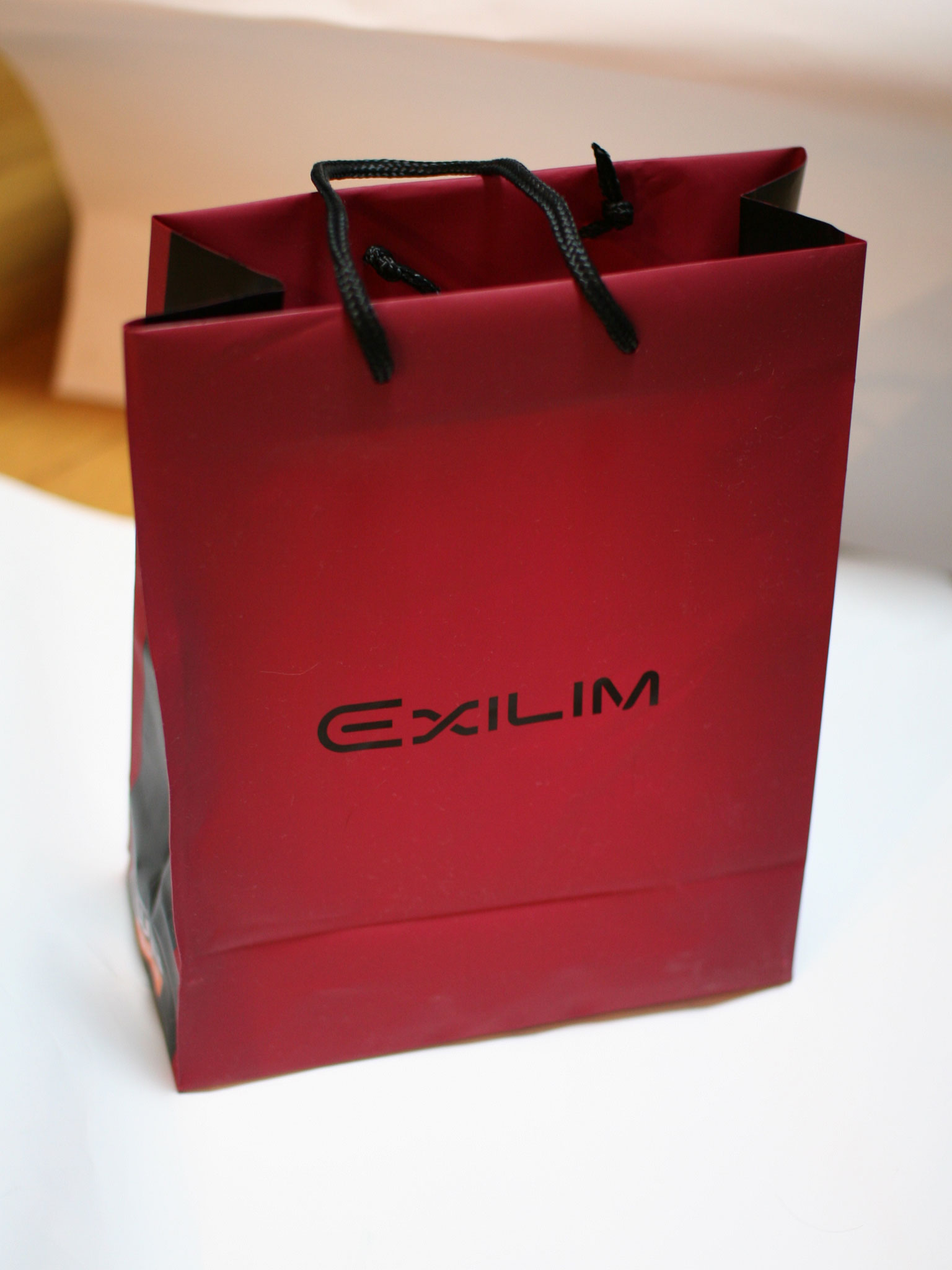
W53CAの外袋

紙で出来ており、手でぶら下げる取っ手のついたものが、主に百貨店などの比較的高級な店で商品を購入したときや、大きな商品を購入したとき、商品を大量に購入したときなどに、店から無料で与えられる。デザインに凝ったものもあり、商品購入後にかばん代わりに使用されることもある。ショッピングバッグ（Shopping bag）と呼ばれている。
樹脂フィルム製のレジ袋が登場する以前（1970年代まで）は、取っ手のない単なる紙袋（色は漂白していない段ボールのような茶色）がスーパーなどで使われていた。当時は買い物篭を持って買い物に行くため、これでも問題はなかったが、一般的な紙袋は強度が弱く、ビン入り食品など重いものや、生鮮食品のような水気を含むものが入れられると、袋が破れたり底が抜けたりすることが多かった。樹脂フィルム製のレジ袋が登場すると、そのまま持ち運べる上に強度も強いため、取っ手のない紙袋は、フランスパンのような特殊なものや、比較的小さな物（主に医薬品など）を入れる場合を除いて、ほとんど姿を消した。
上記のようなサービスの紙袋以外にも、市場で販売されている紙袋もある。コンビニエンスストアなどで、傘などと一緒に販売されていることが多い。用途は、荷物が増えたときの運搬用や、プレゼントを入れるためなどさまざまである。価格は大体200円～400円前後で、紙だけの仕上げのもの、ラミネート加工のされているもの、紙の上からナイロンPEを被せているものがある。特にナイロンPEを上から被せている紙袋は、昭和34年ごろに、日本で初めて発案された。丈夫で水にも強く、大阪万博のときに太陽の塔とシンボルマークをデザインした紙袋は、爆発的に売れた。また、タバコのパッケージをそのままデザインに使った商品は、若い男性に紙袋を持たせる一代ブームになった。

### 合成樹脂袋

#### 袋の形状
- ボトムシール袋 - チューブ状のフィルムを指定寸法に溶着した後切断した単純な構造のもの、ゴミ袋や米袋が代表的用途である。
- サイドシール袋 - プラスチックフィルムを半切し指定寸法に溶着切断したもの、代表的用途はダイレクトメール用の封筒や衣類の包装によく用いられる。
- 三方シール袋 - 三辺がシールされている袋のこと。袋の四辺のうち一辺が余ることになるが、ここは袋の口として開いている場合もあれば、半折されて閉じている場合もある。
- 四方シール袋 - 四辺がシールされている袋のこと。シンプルな形状である。
- ピロー袋 - 円筒型の胴への背貼りと上下のシールがされた袋。
- 真空成型袋 - 真空成型技術により作られた全く継ぎ目の無い袋である。一般用途に用いられる事は殆ど無く、専ら特殊工業用途に用いられる。
- 円形シール袋 - 専ら工業用途の（ドラム缶の内張り等）の特殊な袋形状である。チューブ状の胴体部と円形の底部をヒートシールすることで袋を形成している。
- ガゼット袋（Gusset） - ガゼットは脇の下などのまちのこと。横ガゼットタイプと底ガゼットタイプが存在する。底ガゼットタイプはさらに亜種として舟底タイプのものも存在する。これらは袋の両サイド又は底がV字型に畳まれている。前者は煎茶の包装として後者は食パンの用の包装として良く見かける。
- スタンディングパウチ - 袋の底が立体的に確保されており、自立可能な袋。ミートソースなど一部のレトルト食品や、詰め替え用シャンプーのパッケージなどでよく見られる。

#### ポリ袋・ビニール袋

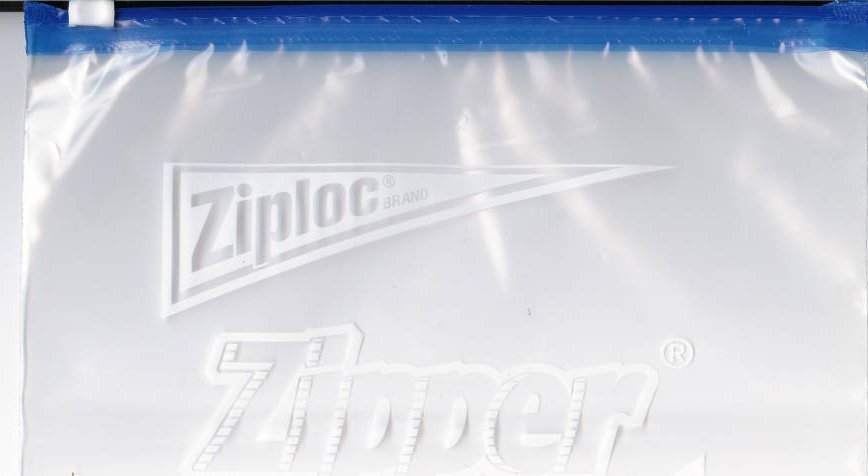
再利用可能なポリ袋（Ziploc）

ポリエチレンを素材とした袋が「ポリ袋」である。用途としては、大小各種商品のパッケージ用や包装用、運搬用、レジ袋やゴミ袋など幅広く使われる。
ポリ塩化ビニルを素材とした袋は「ビニール袋」と呼ばれる。ポリエチレンを使ったポリ袋のこともビニール袋と呼ぶ人が多いが、これは日本独特の言い方で誤った呼び方である。その他ポリプロピレンやポリエステル、ナイロンなどを使用した袋も「ビニール袋」と呼ばれることが日本では多い。かつてはポリ袋などよりもビニール袋の方が多く使われていた時代があったことのなごりである。

#### 他の素材への転換
環境保全のため小売店では持ち帰り用袋をポリ袋から紙袋に変更するなどの取り組みが行われている。

## 袋の形式
形状や機能による袋の種類を挙げる。
- チャック袋 - 再封可能なチャック付きの袋。海苔やふりかけなど湿気を嫌う食品類のパッケージを中心に見られる。
- 巾着袋 - 日本で古くから使用されている布製の袋。口を紐で締められるようになっている。布を合わせて縫い、口の部分に紐を通すだけというシンプルな構造のため個人でも容易に作ることが出来る。
- 頭陀袋

## 器官の袋
- 胃袋 - 胃のこと。胃は食べた物を一時的に溜め込むため、袋のような形状になっている。
- 子袋 - 子宮のこと。
- 玉袋・金玉袋 - 陰嚢のこと。
- 有袋類の育児嚢。

## 比喩としての袋

### 堪忍袋
「堪忍袋」とは、人が怒りを我慢できる心の度量を袋にたとえた慣用表現。「堪忍する」とは、許したり、我慢したりすること。「堪忍袋の緒が切れる」ということわざも残る（「緒」とは、袋の口を締めるひものこと。「尾」ではない）。また、布袋が背負っている袋をそう呼ぶ慣習がある。
上記のことわざに基づいた落語『堪忍袋』がある。

### お袋
母親のことを指す。古くから存在する語であり、室町時代の故実書『鎌倉年中行事』に「御袋様」の語が見られ、1603年に刊行された『日葡辞書』にも「おふくろ」の項目がある。語源は母親が金銭や貴重品を袋に入れて管理していたことに由来する説や胎盤や子宮を「ふくろ」と呼んでいたことに由来する説など諸説あるが不明。

### 袋叩き
“袋に入れて周囲から叩く”から、手も足も出ない独りの人間を、直接手を出した者が分からないよう大勢で攻撃すること。殴る・蹴るなどの物理的攻撃にも、発言・行動などを批判する（→吊し上げ）ときにも使われる。

## 関連する生物名

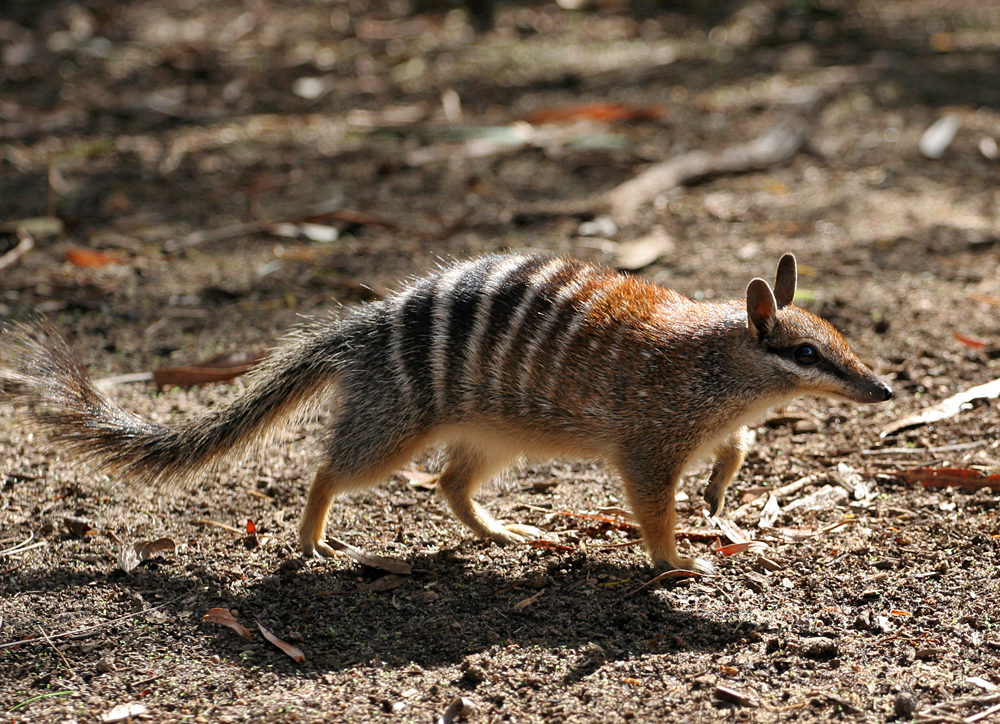
フクロアリクイ

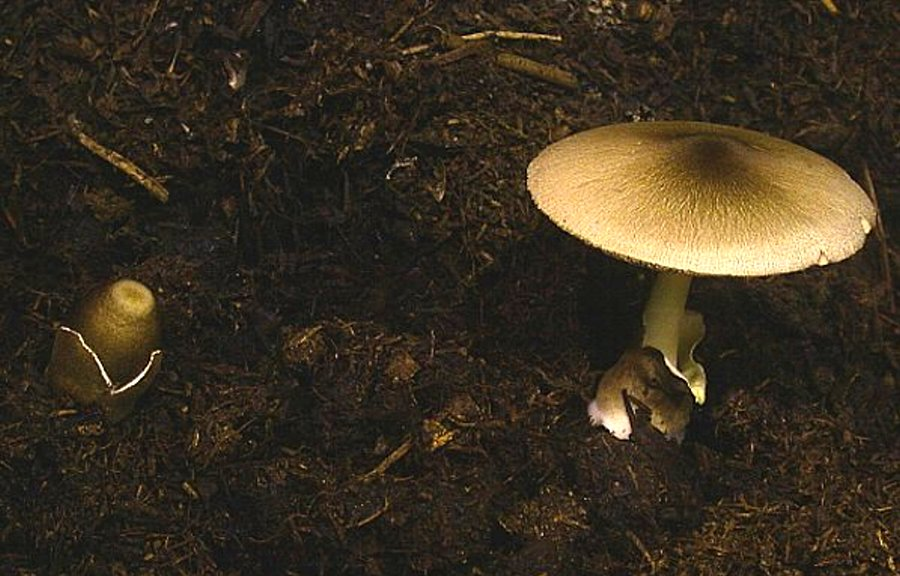
フクロタケ

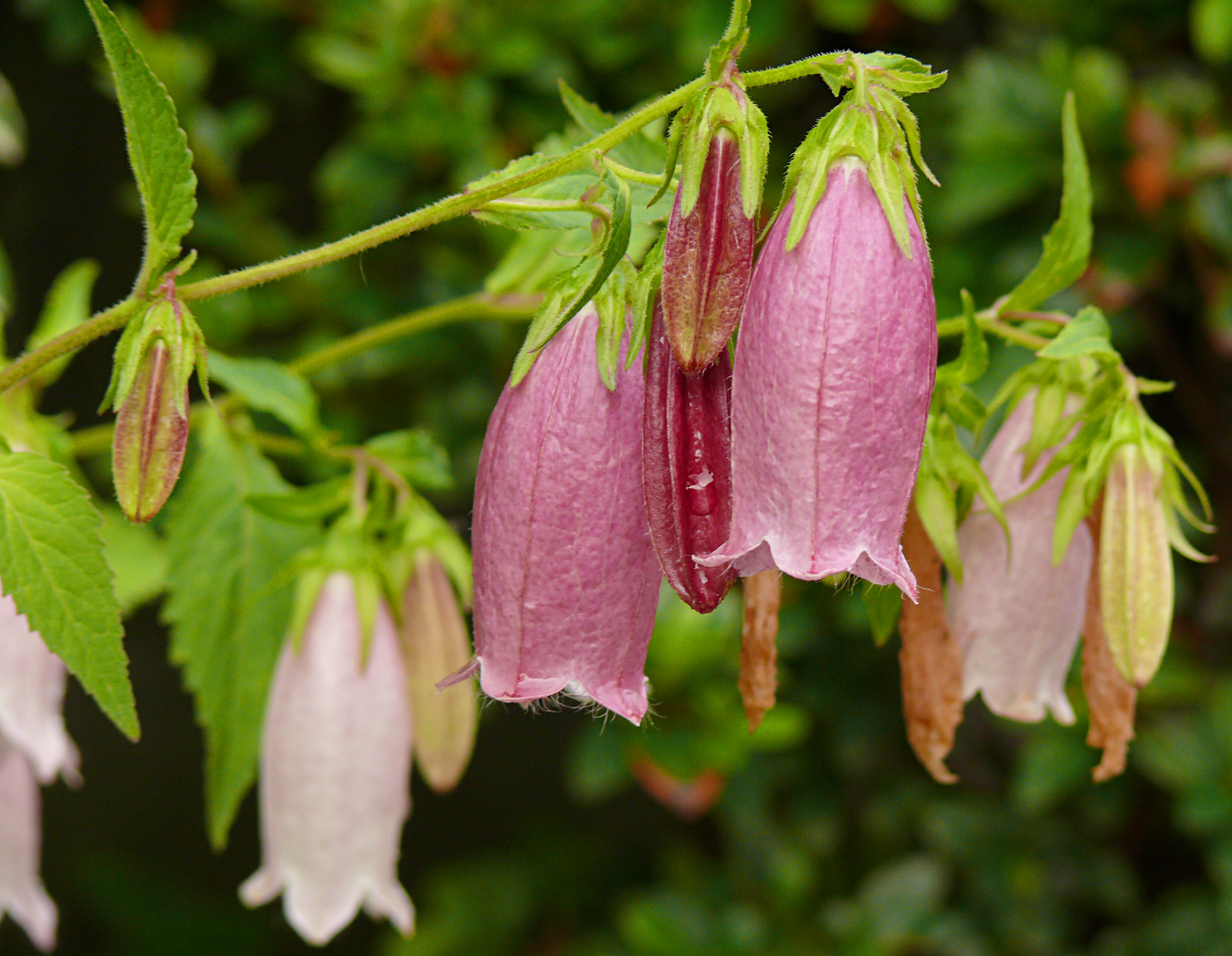
ホタルブクロ

動物
- 有袋類

オーストラリアでは有袋類がほぼ唯一のほ乳類として適応放散し、その結果他地域の様々なほ乳類と類似した姿になっている（収斂）。それらは他地域の動物名にフクロをつけた形の和名(例えばフクロネコ、フクロアリクイ、フクロモモンガなど)が与えられている。
- フクログモ（袋蜘蛛） - クモ目フクログモ科（英語版）のクモの総称。
- フクロムシ（袋虫） - 根頭目（英語版）フクロムシ科（英語版）の甲殻類の総称。

真菌類
- フクロタケ（袋茸） - ハラタケ目テングタケ科のキノコ。
- キツネノチャブクロ（狐の茶袋） - ホコリタケ（ハラタケ目ハラタケ科のキノコ）の別名。
  - ツチグリ（ニセショウロ目（英語版）ツチグリ科（英語版）のキノコ）の別名。
- フクロカビ Olpidium - ツボカビ門。近縁群にこれに類する名のものがいくつかある。またクサリフクロカビ Olpidiopsis は外見的にこれらに似るが、菌類ではない卵菌類に属する。

植物
- キツネノチャブクロ（狐の茶袋）
  - コミカンソウ（キントラノオ目コミカンソウ科の一年草）の別名。
  - ムラサキケマン（キンポウゲ目ケシ科の越年草）の別名。
  - 植物のゴンズイ（クロッソソマ目ミツバウツギ科の落葉性小高木）の別名。
- フクロシダ（袋羊歯） - 学名 Woodsia manchuriensis メシダ科（英語版）の多年生のシダ。
- イワブクロ（岩袋） - シソ目ゴマノハグサ科の多年草。
- ホタルブクロ（蛍袋） - キク目キキョウ科の多年草。